# Schmidtiana evertsi
Schmidtiana evertsi es una especie de escarabajo longicornio del género Schmidtiana. Fue descrita científicamente por Ritsema en 1888.
Se distribuye por Indonesia (Sumatra). Mide 43 milímetros de longitud. El período de vuelo ocurre en el mes de mayo.